# Форіо
Форіо (італ. Forio, сиц. Furìu) — муніципалітет в Італії, у регіоні Кампанія,  метрополійне місто Неаполь.
Форіо розташоване на відстані близько 175 км на південний схід від Рима, 36 км на захід від Неаполя.
Населення — 17 646 осіб (2014).
Щорічний фестиваль відбувається 15 червня. Покровитель — san Vito .

## Демографія
Населення за роками:

Станом на 1 січня 2023 року в муніципалітеті офіційно проживало 1629 іноземців з 62 країн, серед них 616 громадян країн Євросоюзу та 296 громадян України.

## Сусідні муніципалітети
- Лакко-Амено
- Серрара-Фонтана